# Ковалевская, Софья Васильевна
Со́фья Васи́льевна Ковале́вская (урождённая Корвин-Круковская; 3 [15] января 1850, Москва — 29 января [10 февраля] 1891, Стокгольм) — русский математик и механик, с 1889 года — иностранный член-корреспондент Петербургской академии наук. Первая в мире женщина — профессор математики. Автор повести «Нигилистка» (1884) и книги «Воспоминания детства» (1889, впервые на русском языке — 1890).

## Биография

### Юность
Софья Васильевна родилась 3 (15) января 1850 года в Москве, в городской усадьбе цехового Алексея Стрельцова.
Дочь генерал-лейтенанта артиллерии В. В. Корвин-Круковского и Елизаветы Фёдоровны (девичья фамилия — Шуберт). Дед Ковалевской, генерал от инфантерии Ф. Ф. Шуберт, был математиком, а прадед Ф. И. Шуберт — астрономом.
В раннем детстве жила в разных местах России, поскольку её отец по делам службы часто переезжал с места на место вместе с семьёй.

Как вспоминала Ковалевская, она росла «диким» ребёнком — дичилась и гостей, и посторонних детей, а время от времени испытывала чувство тоски, «ощущение надвигающейся темноты». Уже в самом раннем детстве у неё «развилось убеждение», что она в семье нелюбимая — в отличие от старшей сестры Анны и младшего брата Феди. Такие мысли возникли у неё большей частью в результате подслушанных разговоров её няни с девочкой Фёклой, которая была приставлена к детям «для услуг». Няня говорила, что Софья родилась «не вовремя»: буквально накануне её рождения отец Софьи так сильно проигрался, что «барынины брильянты пришлось закладывать». К тому же родители надеялись, что родится мальчик, — а после рождения девочки «барыня так огорчилась, что и глядеть на неё не хотели». Сама же няня из трёх детей считала именно Софью «своей питомицей», любила её больше других и говорила, что она одна её вынянчила, поскольку «другим до неё и дела не было». Ковалевская писала, что наиболее счастливой чувствовала себя рядом с няней — даже несмотря на то, что та нередко рассказывала ей сказки про чёрную смерть, волка-оборотня и 12-главого змея, которые вызывали у маленькой девочки ужас — «безотчётный, дух захватывающий…».
После того, как в 1858 году её отец вышел в отставку, вся семья переехала в принадлежащее ему поместье Полибино, расположенное в Невельском уезде Витебской губернии (ныне — село Полибино Великолукского района Псковской области). Здесь Софья провела почти безвыездно все свои детские годы.
Воспитанием Ковалевской в Полибино в течение многих лет занималась английская гувернантка Маргарита Францевна Смит (1826—1914), которая, по воспоминаниям Софьи, была натурой «крутой, энергичной и неподатливой», испытывавшей «потребность в нравственной собственности». Ковалевская признаёт, что гувернантка свою воспитанницу по-своему любила, но эта любовь была «тяжелой, ревнивой, взыскательной и без всякой нежности». Образованием Софьи занимался Иосиф Игнатьевич Малевич (1813—1898), сын мелкопоместного шляхтича, всю жизнь работавший домашним учителем-наставником, обучавший по обширной программе и дававший детям достаточно прочные знания" (в декабре 1890 года в книге «Русская старина» он опубликовал воспоминания о своей ученице).
Как вспоминала Ковалевская в своих «Воспоминаниях детства», интерес к математике у неё пробудился по двум причинам: во-первых, «глубочайшее уважение» к этой науке проявлял её любимый дядя Пётр Васильевич Корвин-Круковский, старший брат её отца, с которым она любила «толковать о всякой всячине», при этом дядя, что ей очень нравилось, общался с ней, как со взрослой, — именно от него она, к примеру, впервые услышала о квадратуре круга и асимптоте. Вторую причину Ковалевская называет «курьёзным обстоятельством»: при переезде в Полибино на одну из детских комнат не хватило обоев — и стену оклеили листами из печатного издания лекций по дифференциальному и интегральному исчислению академика М. В. Остроградского. В таком виде комната простояла много лет — и Софья, как она вспоминала, проводила перед этой «таинственной» стеной целые часы, в результате чего многие формулы и фразы так врезались ей в память, что позже, когда она в возрасте 15 лет стала брать уроки дифференциального исчисления, некоторые математические понятия давались ей на удивление легко, будто она «наперёд их знала».
В 1866 году Ковалевская впервые поехала за границу, а потом жила в Санкт-Петербурге, где брала уроки математического анализа у А. Н. Страннолюбского.

### Замужество; высшее образование
Поступление женщин в университеты России было запрещено, а первые Высшие женские курсы появились только в 1869 году. Поэтому Ковалевская могла продолжить обучение только за границей, но выдавать заграничный паспорт можно было только с разрешения родителей или мужа. Отец не собирался давать разрешения, так как не хотел дальнейшего обучения дочери. Поэтому Ковалевская организовала фиктивный брак с молодым учёным В. О. Ковалевским. Ковалевский не подозревал, что в итоге влюбится в свою фиктивную жену.
В 1868 году новобрачные отправились за границу. В 1869 году Ковалевская училась в Гейдельбергском университете у Лео Кёнигсбергера, а с 1870 по 1874 год — частным образом у Карла Вейерштрасса. По правилам университета женщины не могли слушать лекции. Но Вейерштрасс, заинтересованный в раскрытии математических дарований Ковалевской, руководил её занятиями. Написала три работы: «К теории уравнений в частных производных», «О приведении одного класса абелевских интегралов третьего ранга к эллиптическим интегралам» и «Дополнения и замечания к исследованию Лапласа о форме кольца Сатурна».
Она сочувствовала революционной борьбе и идеям анархизма, поэтому в апреле 1871 года вместе с мужем В. О. Ковалевским приехала в осаждённый Париж, ухаживала за ранеными коммунарами. Позднее принимала участие в спасении из тюрьмы деятеля Парижской коммуны В. Жаклара, мужа своей сестры-революционерки Анны.
Эмансипированные подруги Ковалевской не одобряли её близости с фиктивным супругом. Они были вынуждены жить в разных квартирах и разных городах. Это положение тяготило обоих. В 1874 году они стали жить вместе, а четыре года спустя у них родилась дочь, Софья Владимировна Ковалевская.
В 1874 году Гёттингенский университет, по защите диссертации «Zur Theorie der partiellen Differentialgleichungen» (с нем. — «К теории дифференциальных уравнений в частных производных»), присвоил Ковалевской степень доктора философии.
В 1879 году Ковалевская на VI съезде естествоиспытателей и врачей в Санкт-Петербурге сделала сообщение «О приведении абелевских интегралов 3-го ранга к эллиптическим», в 1883 году — на VII съезде в Одессе. В 1881 году избрана в члены Московского математического общества (приват-доцент).

### В Швеции
После самоубийства мужа (1883), который запутался в своих коммерческих делах, Ковалевская, оставшаяся без средств с пятилетней дочерью, приехала в Берлин и остановилась у Вейерштрасса. Ценой огромных усилий, используя весь свой авторитет и связи, Вейерштрассу и Геста Миттаг-Леффлеру удалось выхлопотать ей место в Стокгольмском университете (1884). Под именем Соня Ковалевски (Sonya Kovalevsky) она стала профессором кафедры математики в Стокгольмской высшей школе, ставшей впоследствии Стокгольмским университетом, с обязательством читать лекции первый год по-немецки, а со второго — по-шведски.
С осени 1884 по осень 1889 года в университете Ковалевская прочитала следующие курсы: «Теория уравнений в частных производных»; «Теория алгебраических функций по Вейерштрассу»; «Элементарная алгебра»; «Теория абелевых функций по Вейерштрассу»; «Теория потенциальных функций»; «Теория движения твёрдого тела»; «О кривых, определяемых дифференциальными уравнениями, по Пуанкаре»; «Теория тета-функций по Вейерштрассу»; «Приложения теории эллиптических функций»; «Теория эллиптических функций по Вейерштрассу»; «Приложение анализа к теории целых чисел».
В скором времени Ковалевская овладела шведским языком и печатала на этом языке свои математические работы и литературные произведения (роман «Семья Воронцовых»).
В конце 1880-х годов близким другом Софьи стал однофамилец её мужа социолог Максим Ковалевский, покинувший Россию из-за преследований со стороны правительства. Ковалевская пригласила его к себе в Стокгольм и обеспечила ему заработок посредством чтения лекций в местном университете. Максим Ковалевский сделал ей предложение, но Ковалевская его отвергла, так как не желала связывать себя узами нового брака. В 1890 году после совместной поездки по Ривьере они расстались.
В 1888 году Ковалевская стала лауреатом премии Бордена Парижской академии наук за открытие третьего классического случая разрешимости задачи о вращении твёрдого тела вокруг неподвижной точки. Вторая работа на ту же тему в 1889 году была отмечена премией Шведской академии наук, и Ковалевская была избрана членом-корреспондентом на физико-математическом отделении Российской академии наук.

## Кончина
В 1891 году на пути из Берлина в Стокгольм Ковалевская узнала, что в Дании началась эпидемия оспы. Испугавшись, она решила изменить маршрут. Но кроме открытого экипажа для продолжения путешествия не оказалось ничего, и ей пришлось пересесть в него. По дороге Ковалевская простудилась. Простуда перешла в воспаление лёгких.
Софья Ковалевская скончалась в возрасте 41 года 29 января 1891 года в Стокгольме «от плеврита и паралича сердца». Похоронена в Стокгольме на Северном кладбище.

## Научная деятельность
Наиболее важные исследования относятся к теории вращения твёрдого тела. Ковалевская открыла третий классический случай разрешимости задачи о вращении твёрдого тела вокруг неподвижной точки. Этим продвинула вперёд решение задачи, начатое Леонардом Эйлером и Ж. Л. Лагранжем.
Доказала существование аналитического (голоморфного) решения задачи Коши для систем дифференциальных уравнений с частными производными, исследовала задачу Лапласа о равновесии кольца Сатурна, получила второе приближение.
Решила задачу о приведении некоторого класса абелевых интегралов третьего ранга к эллиптическим интегралам. Работала также в области теории потенциала, математической физики, небесной механики.
В 1889 году получила большую премию Парижской академии за исследование о вращении тяжёлого несимметричного волчка.
Из математических работ Ковалевской наиболее известны:
- «Zur Theorie der partiellen Differentialgleichungen» (1874);
- «Zusätze und Bemerkungen zu Laplace’s Untersuchung über die Gestalt der Saturnsringe» (1885, «Astronomische Nachrichten», volume 111, p. 37—46);
- «Über die Reduction einer bestimmten Klasse Abel’scher Integrale 3ten Ranges auf elliptische Integrale» («Acta mathematica». Volume 4 , 1884. — S. 393—414)
- «Üeber die Brechung des Lichtes in cristallinischen Medien» («Acta mathematica» 6,3);
- «Sur le problème de la rotation d’un corps solide autour d’un point fixe» (1889, «Acta mathematica», 12,2);
- «Sur une propriété du système d’equations differentielles qui definit la rotation d’un corps solide autour d’un point fixe» (1890, «Acta mathematica», 14,1);
- о математических трудах написаны рефераты А. Г. Столетовым, Н. Е. Жуковским и П. А. Некрасовым в «Математическом Сборнике», т. XVI вышедших и отдельно (М., 1891).

## Литературная деятельность
Софья Ковалевская горячо относилась ко всему, что окружало её, и при тонкой наблюдательности и вдумчивости обладала большой способностью к художественному воспроизведению виденного и перечувствованного. Она написала целый ряд литературных произведений, в том числе несколько крупных.
На русском языке из литературных произведений Ковалевской появились: «Воспоминания о Джордже Эллиоте» («Русская Мысль», 1886, № 6); семейная хроника «Воспоминания детства» («Вестник Европы», 1890, № 7 и 8); «Три дня в крестьянском университете в Швеции» («Северный Вестник», 1890, № 12); посмертное стихотворение («Вестник Европы», 1892, № 2); вместе с другими (переведённая со шведского повесть «Vae victis», отрывок из романа в Ривьере) эти произведения вышли отдельным сборником под заглавием: «Литературные сочинения С. В. К.» (СПб., 1893).
По-шведски написаны воспоминания о польском восстании и роман «Семья Воронцовых», сюжет которого относится к эпохе брожения в среде русской молодёжи конца 60-х годов XIX в.
Особый интерес для характеристики личности Ковалевской представляет «Kampen för Lyckan, tvänne paralleldramer of К. L.» (Стокгольм, 1887), переведённая на русский язык М. Лучицкой, под заглавием: «Борьба за счастье. Две параллельные драмы. Сочинение С. К. и А. К. Леффлёр» (Киев, 1892). В этой двойной драме, написанной Ковалевской в сотрудничестве с шведской писательницей А. Лефлер-Эдгрен, но всецело по мысли Ковалевской, она желала изобразить судьбу и развитие одних и тех же людей с двух противоположных точек зрения, «как оно было» и «как оно могло быть». В основание этого произведения Ковалевская положила научную идею. Она была убеждена, что все поступки и действия людей заранее предопределены, но в то же время признавала, что могут явиться такие моменты в жизни, когда представляются различные возможности для тех или иных действий, и тогда уже жизнь складывается сообразно с тем, какой путь кто изберёт.
Свою гипотезу Ковалевская основывала на работе А. Пуанкаре о дифференциальных уравнениях: интегралы рассматриваемых Пуанкаре дифференциальных уравнений являются, с геометрической точки зрения, непрерывными кривыми линиями, которые разветвляются только в некоторых изолированных точках. Теория показывает, что явление протекает по кривой до места раздвоения (бифуркации), но здесь всё делается неопределённым, и нельзя заранее предвидеть, по которому из разветвлений будет дальше протекать явление (см. также Теория катастроф). По словам Леффлёр (её воспоминания о Ковалевской в «Киевском сборнике в помощь пострадавшим от неурожая», Киев, 1892), в главной из женских фигур этой двойной драмы, Алисе, Ковалевская обрисовала самоё себя, и многие из произносимых Алисой фраз, многие из её выражений были взяты целиком из уст самой Ковалевской. Драма доказывает всемогущую силу любви, которая требует, чтобы любящие всецело отдались друг другу, но зато она и составляет в жизни всё, что только придаёт ей блеск и энергию.

## Печатные издания
- Борьба за счастье: две параллельных драмы / Ковалевская С. В., Леффлер Алиса Карлотта / Соч. быв. проф. Стокгольмского университета Софьи Ковалевской совместно с Алисою Карлоттого Леффлеръ; пер. с швед. М. Лучицкой. — Киев: Издание книжного магазина Ф. А. Иогансона, 1882. — 2, 258 с.
- Vera Vorontzoff: Fortaelling fra Rusland / Sonja Kovalevsky; Overs. af Otto Borchsenius. — Kjøbenhavn: Gyldendal, 1893. — 178 с.
- Научные работы Архивная копия от 21 сентября 2019 на Wayback Machine / С. В. Ковалевская; ред. и коммент. П. Я. Полубариновой-Кочиной. — [М.]: Изд-во АН СССР, 1948. — 368 с., 2 л. портр. — (АН СССР. Классики науки)
- Ковалевская С. В. «Воспоминания и письма» — М.: Издательство АН СССР, 1951.
- Ковалевская С. В. Воспоминания. Повести : К 125-летию со дня рождения / АН СССР. — М. : Наука, 1974. — 559 с. — (Литературные памятники).
- Ковалевская С. В. «Воспоминания. Повести» — М.: Издательство «Правда», 1986.
- Ковалевская С. В. «Воспоминания» — М.: АСТ-ПРЕСС, 2005. — (Знак судьбы) — ISBN 5-7805-1114-4

## Семья (известные представители)
- Прадед — Ф. И. Шуберт, астроном.
- Дед — Ф. Ф. Шуберт, геодезист, математик.
- Отец — В. В. Корвин-Круковский, генерал.
- Муж — В. О. Ковалевский, геолог и палеонтолог.
- Сестра — Анна Жаклар, революционерка и писательница.
- Брат — Фёдор Васильевич Корвин-Круковский (1855—1920), чиновник, отцовское состояние промотал. По воспоминаниям его дочери Людмилы Фёдоровны, «революцию 1917 года встретил восторженно, голосовал в учредительное собрание за большевиков», но остался без средств, голодал и умер в январе 1920 г. в Петрограде[20]. Сохранились его воспоминания о Софье Ковалевской[21].
- Дочь С. В. и В. О. Ковалевских Софья (05.10.1878[22]—1952) окончила Санкт-Петербургский женский медицинский институт, работала врачом, перевела со шведского языка многие работы С. В. Ковалевской, умерла в Москве, похоронена на Новодевичьем кладбище[20].

## Память
- Ковалевская (лат. Kovalevskaya) — лунный кратер; наименование утверждено Международным астрономическим союзом в 1970 году.
- В память о С. Ковалевской назван астероид (1859) Ковалевская, открытый астрономом Крымской астрофизической обсерватории Людмилой Журавлёвой 4 сентября 1972 года[23].
- Премия имени С. В. Ковалевской — присуждается Отделением математических наук РАН с 1992 года за выдающиеся результаты в области математики.
- Гимназия имени С. В. Ковалевской — образовательное учреждение в городе Великие Луки (Россия), основанное в 1958 году. Почетное название «имени С. В. Ковалевской» носит с 2000 года.
- Прогимназия имени Софьи Ковалевской в Вильнюсе (лит. Vilniaus Sofijos Kovalevskajos progimnazija) — 49-я средняя школа в городе Вильнюсе (Литва) открыта 1 сентября 1980 года. В 1998 году школе было присвоено имя Софьи Ковалевской. В 2015 году средняя школа преобразована в гимназию и прогимназию.
- Школа Софьи Ковалевской (швед. Sonja Kovalevsky-skolan) — прежнее название средней общеобразовательной школы (гимназии) «Метапонтум» (швед. grundskolan Metapontum) в Стокгольме (Швеция), основанной в 1996 году.
- Имя Софьи Ковалевской носят улицы во многих городах бывшего СССР. См. Улица Ковалевской.
- Самолёт Airbus A320 авиакомпании «Аэрофлот — Российские авиалинии» носит имя Софьи Ковалевской[24].
- Единственный в России музей памяти С. Ковалевской находится в главном здании усадьбы Корвин-Круковских, расположенной в деревне Полибино Псковской области[10]
- В честь С. В. Ковалевской назван хребет (хребет Софьи Ковалевской, 76°50′ с.ш. 15°30′ в.д.) на острове Шпицберген (Баренцево море) — открыт в 1900 году участником русской экспедиции (1899—1901 гг.) на остров Шпицберген[25].
- В честь С. В. Ковалевской названа долина (Баренцево море, архипелаг Шпицберген)[26].
- В честь С. В. Ковалевской назван залив (Карское море. Северная Земля, остров Комсомолец; название заливу присвоено в 1952 году советскими исследователями)[26].
- В честь С. В. Ковалевской названа гора (гора Ковалевской, 76°50′ с.ш. 15°40′ в.д.) на архипелаге Шпицберген.

## В нумизматике и филателии
- Памятная монета Банка России, посвящённая 150-летию со дня рождения С. В. Ковалевской. 2 рубля, серебро, 2000 год
- Почтовая марка России, 1996 год
- Почтовая марка СССР, 1951 год
- Почтовая марка России, 2025 год

## В литературе
- Манро, Элис. Слишком много счастья // Слишком много счастья / Пер. А. Степанов. — СПб.: Азбука, 2014. — С. 273—336. — (Азбука Premium). — 5000 экз. — ISBN 978-5-389-07504-7.
- Великие Россияне. Биографическая библиотека Ф. Павленкова.
- Яновская Ж. И. Сестры: [Повесть о С. В. Ковалевской и А. В. Жаклар]: [Для старш. возраста] / [Ил.: Л. Рубинштейн]. — Ленинград: Детгиз. [Ленингр. отд-ние], 1962. — 215 с.

## В кино
- 1956 — «Софья Ковалевская» (советский фильм-спектакль, реж. Иосиф Шапиро), в роли Софьи Ковалевской — Елена Юнгер
- 1983 — «Berget på månens baksida» / «Гора на темной стороне Луны» (шведский фильм-драма, реж. Леннарт Юльстрём), в роли Софьи Ковалевской — Гунилла Нироос
- 1985 — «Софья Ковалевская» (советский 3-серийный телефильм, реж. Аян Шахмалиева), в роли Софьи Ковалевской — Елена Сафонова
- 2011 — «Достоевский» (российский 7-серийный телефильм, реж. Владимир Хотиненко), в роли Софьи Корвин-Круковской (Ковалевской) — Елизавета Арзамасова
- Больше чем любовь
- Гении и злодеи

### Комментарии
1. ↑  В России Ковалевская никогда в учебных заведениях не училась и не работала. Училась в Германии в Гейдельбергском университете, а затем, частным образом, — у известного математика Карла Вейерштрасса, преподавала в Швеции в Стокгольмском университете.
2. ↑  Получившая ранее звание профессора Мария Аньези никогда не преподавала
3. ↑  В семье младшую Ковалевскую называли детским прозвищем Фуфа